# Семченко Галина Дмитрівна
Гали́на Дми́трівна Се́мченко (12 лютого 1942 — 27 листопада 2016) — український вчений у царині важкоплавких неметалічних та силікатних матеріалів, доктор технічних наук (1997), професор (1998).

## З життєпису
Народилася  Галина Дмитрівна  12 лютого 1942 р. у місті Соль–Ілецьк Оренбурзької області. Трудову діяльність розпочала на Харківському заводі метлахської плитки у 1959 р. (нині — ПАТ «Харківський плитковий завод»).
У  1964 р. з відзнакою закінчила Харківський політехнічний інститут та залишилася навчатися в аспірантурі (1965 р.).
Вже у 1970 р. захистила дисертацію на здобуття наукового ступеня кандидата технічних наук за темою «Физико–химические методы интенсификации спекания каолинитовой глины, шамота и алюмосиликатных огнеупорных изделий».
З 1976 р. по 1991 р. Г. Д. Семченко — заступник декана факультету технологій неорганічних речовин НТУ «ХПІ» з наукової роботи.
Як керівник дипломної роботи 1985 року запросила до аспірантури Ольгу Скородумову.
В період 1987—1996 рр. Г. Д. Семченко була головою координаційної ради двох міжвузівських цільових комплексних науково–дослідних програм Міністерства освіти України, які були направлені:
- на створення нових високоефективних керамічних та композиційних матеріалів та виробів із них; зміцнюючих композицій та покриттів і технологій їх одержання (1987—1993 рр.);
- на розробку високоефективних технологій синтезу, в тому числі низькотемпературного; тугоплавких сполук і створення нових керамічних композиційних та конструкційних матеріалів із заданими властивостями (1994—1996 рр.).

У 1997 р. захистила дисертацію на здобуття наукового ступеня доктора технічних наук за темою «Жаростойкие керамические материалы с использованием золь–гель метода в их технологии».
Доктор технічних наук з 1997 р.
З 1998 р. — професор.
Г. Д. Семченко була ініціатором та засновником і керівником Українського керамічного товариства (УКТ). За її участі було створено не тільки УКТ (1998 р.), але й філію інституту народознавства НАНУ в Опішному Полтавської області, де знаходиться Національний музей–заповідник українського гончарства. Також за її допомоги була створена книгарня публікацій з кераміки за багато років «Гончарська книгозбірня України». Галина Дмитрівна була членом наглядової ради Національного музею–заповідника українського гончарства.
У 2011 р. вона стала членом бюро Українського матеріалознавчого товариства.
За значний внесок у розвиток народного господарства, реалізацію технічних рішень у промисловість Галину Дмитрівну Семченко відзначено багатьма нагородами та медалями, серед яких:
- Нагрудний знак «Винахідник СРСР» (1986);
- Медаль «Ветеран праці» (1991);
- 1 золота (1979), 5 срібних та 11 бронзових медалей, дипломи І та ІІ ступеню ВДНГ СРСР та УРСР (1980—1991);
- Тричі лауреат  премії Всесоюзного товариства винахідників та раціоналізаторів (1976, 1985, 1987);
- Диплом та Золота медаль переможця VII Міжнародного салону винаходів та нових технологій «Новий час» — Сталий розвиток під час змін (2011);
- Медаль  Gold Medal the Ukraine — видатному вченому світу (2011);
- Пам'ятна нагорода імені. Г. В. Самсонова за значний внесок в розвиток матеріалознавства (2012);
- Диплом переможця конкурсу на здобуття іменної стипендії М. М. Бекетова в галузі науки у номінації «Хімія» для видатних науковців (2015);
- Стипендіат премії М. М. Бекетова в галузі науки у номінації «Хімія» (2015—2016)[1].

За участю та з ініціативи Г. Д. Семченко проведено 22 науково–технічні конференції «Теорія і практика процесів подрібнення, розділення, змішування та ущільнення матеріалів» (Одеса–Затока, 1991—2013 рр.).
Г. Д. Семченко входила до складу редакцій українських журналів: «Українське народознавство», «Хімія і фізика твердого тіла», «Вісник НТУ »ХПІ«», «Збірник наукових праць УкрНДІ вогнетривів ім. А. С. Бережного», «Український керамологічний журнал», «Бібліографія українського гончарства»; а також до редколегій закордонних журналів — «Огнеупоры и техническая керамика», «Новые огнеупоры».
Г. Д. Семченко — видатна вчена в області керамічного матеріалознавства, засновником та керівником наукового напрямку з низькотемпературного синтезу тугоплавких сполук та ультрадисперсних порошків і створення високоефективних конструкційних та композиційних матеріалів із використанням золь–гель процесу.
У результаті багаторічної наукової роботи та практичного використання її винаходів нею було створено новий науковий напрямок «Низькотемпературний синтез заданих фаз й ультрадисперсних порошків та створення високоефективних композиційних матеріалів з використанням золь–гель процесу», який покладено в основу створення нових видів техніки і матеріалів.
Галина Дмитрівна Семченко пропрацювала в НТУ «ХПІ» понад 55 років. Її науковий доробок становить понад 900 наукових публікацій; близько 20 монографій, підручників та навчальних посібників; майже 200 авторських свідоцтв та патентів на винаходи і корисні моделі.
Крім плідної наукової праці, Галина Дмитрівна писала вірші. Видано 6 збірників її творів.